# Klasztor Shaolin (film)
Klasztor Shaolin (chiń. 少林寺; pinyin Shàolín Sì) − film przygodowy z 1982 roku, w reżyserii Hsin-yan Changa, z Jetem Li w roli głównej.
Film przedstawia historię rozgrywającą się w chińskim buddyjskim klasztorze Szaolin. Ważną rolę odgrywają w nim chińskie sztuki walki. Obraz był pierwszą produkcją Hongkongu zrealizowaną w Chinach kontynentalnych.
W 2011 zrealizowano remake zatytułowany Shaolin z Andym Lau, Nicholasem Tse oraz Jackiem Chanem w rolach głównych.
Obraz przyczynił się do odrodzenia zainteresowania sztukami walki w Chinach.

## Fabuła
Akcja filmu dzieje się w czasach przejściowych pomiędzy dynastiami Sui i Tang. Film otwiera scena przyjęcia do klasztoru początkującego adepta. Gdy nowicjusz zostaje poproszony o złożenie ślubów abstynencji, widzom zostaje przedstawiona historia jego przybycia do wspólnoty w Klasztorze Shaolin. Młodzieniec był synem mistrza sztuk walki, który zginął. Jue Yuan chce pomścić śmierć ojca, przyczyniając się do wystąpienia przeciwko uzurpatorowi generałowi Wang Shichongowi.

## Obsada
- Jet Li − Jue Yuan
- Ding Lan − Bai Wuxia
- Ji Chunhua
- Wang Jue − Ban Kong
- Sun Jiankui − Se Kong
- Liu Huailiang − Liao Kong
- Pan Qingfu
- Cui Zhiqiang − Xuan Kong
- Hu Jianqiang − Wu Kong
- Wang Guangquan
- Yan Dihua
- Du Chuanyang − Wei Kong
- Yu Chenghui
- Yu Hai − Shi Fu
- Zhang Jianwen